# Vlag van Magdalena

Vlag van Magdalena

De vlag van Magdalena bestaat uit zes even hoge horizontale banen, in afwisselend rood en blauw. In het midden van de vlag staan dertig witte vijfbenige sterren, die samen een grote vijfbenige ster vormen. De dertig sterren staan voor de dertig gemeenten van Magdalena. De vlag is in gebruik sinds 4 augustus 1886.
De blauwe en rode banen staan voor de integriteit en daadkracht van de inwoners van het departement. De witte kleur van de sterren verwijst naar het altaar op het wapen van Magdalena, dat weer een symbool is van het eerbied voor Simon Bolívar, de man die Groot-Colombia stichtte.
Volgens Spectrum Vlaggenboek is de vlag met 20 sterren.